# U-136 (1941)
| U-136                                                                                    | U-136 | U-136 |
| ---------------------------------------------------------------------------------------- | --- | --- |
| U 136                                                                                    | | |
|                                                                                          | | |
| Зображення підводного човна підтипу VIIC                                                 | | |
| Верф                                                                                     | Bremer Vulkan, Бремен-Вегесак                                                                                                | Bremer Vulkan, Бремен-Вегесак                                                                                                |
| Під прапором                                                                             | Третій Рейх | Третій Рейх |
| Належність                                                                               | Крігсмаріне | Крігсмаріне |
| Порт приписки                                                                            | Кіль, Данциг, Сен-Назер | Кіль, Данциг, Сен-Назер |
| Замовлення                                                                               | 7 серпня 1939 | 7 серпня 1939 |
| Закладений                                                                               | 2 жовтня 1940 | 2 жовтня 1940 |
| Спуск на воду                                                                            | 5 липня 1941 | 5 липня 1941 |
| Введений до складу флоту                                                                 | 30 серпня 1941 | 30 серпня 1941 |
| Виведений зі складу флоту                                                                | 11 липня 1942 | 11 липня 1942 |
| На службі                                                                                | 1941—1942 | 1941—1942 |
| Загибель                                                                                 | 11 липня 1942 року потоплений західніше Мадейри французьким есмінцем «Леопард» та британськими кораблями «Спей» та «Пелікан» | 11 липня 1942 року потоплений західніше Мадейри французьким есмінцем «Леопард» та британськими кораблями «Спей» та «Пелікан» |
| Бойовий досвід                                                                           | Друга світова війна Битва за Атлантику                                                                                       | Друга світова війна Битва за Атлантику                                                                                       |
| Проєкт                                                                                   | | |
| Тип ПЧ                                                                                   | середній торпедний ДПЧ | середній торпедний ДПЧ |
| Вартість                                                                                 | 4 714 000 ℛℳ | 4 714 000 ℛℳ |
| Основні характеристики                                                                   | | |
| Швидкість (надводна)                                                                     | 17,9 вузла | 17,9 вузла |
| Швидкість (підводна)                                                                     | 8 вузлів | 8 вузлів |
| Робоча глибина занурення                                                                 | 100 м | 100 м |
| Гранична глибина занурення                                                               | 220 м | 220 м |
| Автономність плавання                                                                    | 135—174 км на швидкості 4 вузли (в підводному положенні) 11 470 км на швидкості 10 вузлів (у надводному положенні)           | 135—174 км на швидкості 4 вузли (в підводному положенні) 11 470 км на швидкості 10 вузлів (у надводному положенні)           |
| Екіпаж                                                                                   | 44—60 осіб | 44—60 осіб |
| Розміри                                                                                  | | |
| Довжина найбільша (по КВЛ)                                                               | 67,1 м | 67,1 м |
| Ширина корпусу найб.                                                                     | 6,2 м | 6,2 м |
| Висота                                                                                   | 9,6 м | 9,6 м |
| Середня осадка (по КВЛ)                                                                  | 4,74 м | 4,74 м |
| Водотоннажність надводна                                                                 | 769 т | 769 т |
| Силова установка                                                                         | | |
| дизель-електрична; 2 дизельних двигуни MAN M 6 V 40/46, 2 електродвигуни BBC GG UB 720/8 | | |
| Гвинти                                                                                   | 2 | 2 |
| Потужність                                                                               | 2 × 2100—2310 к.с. (дизелі) 2 × 750 к.с. (електродвигуни)                                                                    | 2 × 2100—2310 к.с. (дизелі) 2 × 750 к.с. (електродвигуни)                                                                    |
| Озброєння                                                                                | | |
| Артилерія                                                                                | 1 × 88-мм палубна гармата SK C/35                                                                                            | 1 × 88-мм палубна гармата SK C/35                                                                                            |
| Торпедно- мінне озброєння                                                                | 4 носових і один кормовий ТА 14 торпед або 26 мін TMA                                                                        | 4 носових і один кормовий ТА 14 торпед або 26 мін TMA                                                                        |
| ППО                                                                                      | 1 × 37-мм зенітна гармата Flak M42 2 × 20-мм зенітні гармати FlaK 30                                                         | 1 × 37-мм зенітна гармата Flak M42 2 × 20-мм зенітні гармати FlaK 30                                                         |

U-136 — німецький підводний човен типу VIIC часів Другої світової війни.
Замовлення на будівництво човна було віддане 7 серпня 1939 року. Човен був закладений на верфі суднобудівної компанії «Bremer Vulkan» у місті Бремен 2 жовтня 1940 року під заводським номером 15, спущений на воду 5 липня 1941 року, 30 серпня 1941 року увійшов до складу 6-ї флотилії. Єдиним командиром човна був капітан-лейтенант Генріх Ціммерманн.
Човен зробив 3 бойових походи, в яких потопив 5 (загальна водотоннажність 23 649 брт) суден, 2 (загальна водотоннажність 1 850 т.) військових кораблі та пошкодив 1 судно.
11 липня 1942 року потоплений у Північній Атлантиці, західніше Мадейри (33°30′ пн. ш. 22°52′ зх. д. / 33.500° пн. ш. 22.867° зх. д.) глибинними бомбами французького есмінця «Леопард» та британських кораблів «Спей» та «Пелікан». Весь екіпаж у складі 45 осіб загинув.

## Потоплені та пошкоджені кораблі[3]
| Назва           | Тип             | Належність      | Дата           | Тоннаж (БРТ) | Вантаж | Статус     | Місце                                                       |
| «Арбутус»       | корвет          | Велика Британія | 5 лютого 1942  | 925          | | потоплено  | 55°05′ пн. ш. 19°43′ зх. д. / 55.083° пн. ш. 19.717° зх. д. |
| Heina           | суховантаж      | Норвегія        | 11 лютого 1942 | 4 028        | 7 700 т генеральних вантажів                                                                                           | потоплено  | 56°10′ пн. ш. 21°07′ зх. д. / 56.167° пн. ш. 21.117° зх. д. |
| «Спайкнард»     | корвет          | Канада          | 11 лютого 1942 | 925          | | потоплено  | 56°10′ пн. ш. 21°07′ зх. д. / 56.167° пн. ш. 21.117° зх. д. |
| Empire Comet    | суховантаж      | Велика Британія | 11 лютого 1942 | 6 914        | 8 672 т генеральних вантажів включно з марганцевою рудою, насінням льону, чаєм та арахісом                             | потоплено  | 58°09′ пн. ш. 13°48′ зх. д. / 58.150° пн. ш. 13.800° зх. д. |
| Axtell J. Byles | танкер          | США             | 19 квітня 1942 | 8 955        | 57 000 т барелів нафти та 27 000 барелів мазуту                                                                        | пошкоджено | 35°32′ пн. ш. 75°19′ зх. д. / 35.533° пн. ш. 75.317° зх. д. |
| Empire Drum     | суховантаж      | Велика Британія | 24 квітня 1942 | 7 244        | 6 000 т військових вантажів, включно з 1270 т вибухівки                                                                | потоплено  | 37°00′ пн. ш. 69°15′ зх. д. / 37.000° пн. ш. 69.250° зх. д. |
| Arundo          | суховантаж      | Нідерланди      | 28 квітня 1942 | 5 163        | Державні вантажі, включно з нітратами, джипами, вантажівками, 5000 якиків канадського пива та 2 локомотивами на палубі | потоплено  | 40°10′ пн. ш. 73°44′ зх. д. / 40.167° пн. ш. 73.733° зх. д. |
| Mildred Pauline | риболовне судно | Канада          | 8 травня 1942  | 300          | | потоплено  | 39°45′ пн. ш. 55°26′ зх. д. / 39.750° пн. ш. 55.433° зх. д. |